# Johann Christian August Heyse
Johann Christian August Heyse, ur. 21 kwietnia 1764 w Nordhausen (półn. Turyngia), zm. 27 czerwca 1829 w Magdeburgu – niemiecki gramatyk, leksykograf, pedagog.

## Życiorys
W latach 1783–1786 studiował teologię, filologię i pedagogikę na uniwersytecie w Getyndze. Po studiach wykazywał wielką aktywność w pracy pedagogicznej. Pracował jako nauczyciel w szkołach publicznych i prywatnych w Oldenburgu i Magdeburgu, był dyrektorem szkoły dla dziewcząt w Nordhausen i Magdeburgu. Na temat szkolnictwa i wychowania opublikował wiele artykułów, w latach 1826 i 1829 ukazały się z tego zakresu jego Dzieła zbiorowe (Gesammelte Schriften). W swoich propozycjach reform szkolnictwa nawiązywał do idei filantropizmu i działalności Pestalozziego. Popierał tworzenie szkół dla młodzieży mieszczańskiej, sam tworzył szkoły dla dziewcząt.
Był autorem podręczników gramatyki niemieckiej, m.in.: Theoretisch-praktische deutsche Grammatik (1814). W swoich pracach akcentował znaczenie kształcenia w zakresie języków nowożytnych, a dobrą znajomość języka ojczystego traktował jako warunek sukcesu w pracy zawodowej, wiązał z nią też potrzebę wzmacniania świadomości narodowej. Upadek Cesarstwa Niemieckiego w 1806 i zagrożenie ze strony Napoleona miały wpływ na poglądy Heysego, uważał, że język niemiecki jest w tej sytuacji ogniwem łączącym wszystkich Niemców.
J. Ch. A. Heyse cieszył się wielkim uznaniem wśród współczesnych. W 1824 roku Uniwersytet w Greifswaldzie przyznał mu stopień doktora honoris causa. Został też przyjęty do dwóch stowarzyszeń językowych: Berliner Gesellschaft für deutsche Sprache i Frankfurter Gelehrtenverein. W kwestii wyrazów obcych opowiadał się za zwalczaniem niepotrzebnych zapożyczeń, ale z drugiej strony ostrzegał przed gorliwym zastępowaniem wyrazów obcych przez nowe skomplikowane formalnie wyrazy.

## Słownik Heysego
W 1804 roku ukazał się słownik wyrazów obcych J. Ch. A. Heysego z tytułem podobnym do słownika Joachima Heinricha Campego: Allgemeines Wörterbuch zur Verdeutschung und Erklärung der in unserer Sprache gebräuchlichen fremden Wörter und Redensarten. Tom I liczył 410, tom II 446 stron. Tytuł zapowiada więc zarówno zniemczanie, jak i objaśnianie wyrazów pochodzenia obcego, jest więc to słownik objaśniająco-zniemczający. W drugim wydaniu (rok 1807, przedruk 1809) pojawia się w tytule termin Verdeutschungswörterbuch (słownik zniemczający). Herbert Ernst Wiegand twierdzi, że ta nazwa (Verdeutschungswörterbuch) w tytule słownika właśnie u Heysego pojawiła się po raz pierwszy. Jednak od wydania czwartego (r. 1873) w tytule słownika pojawia się tylko termin Fremdwörterbuch. W 1922 roku ukazało się dwudzieste pierwsze wydanie słownika. We wstępie do słownika J. Ch. A. Heyse deklarował się jako przeciwnik „mieszania języków”, deklarując cele narodowe, patriotyczne.
Słownik miał bogatą historię. Po śmierci Johanna Heysego prace nad nim kontynuowali jego synowie, najpierw Karl Heyse, potem Theodor Heyse, a kolejne wydania (czternaste – szesnaste (lata 1870 – 1879) to dzieło Gustava Heysego. W roku 1893 opracowaniem nowych wersji zajął się Otto Lyon, nauczyciel, gramatyk, pedagog. W r. 1910 edycję słownika kontynuuje jeszcze inny autor Willy Scheel, który opracował też skróconą wersję słownika (Das Kleine Fremdwörterbuch). Słownik Heysego zawiera zapożyczenia z różnych języków, w tym z łaciny, greki, włoskiego, francuskiego, angielskiego itd. Jako polonizmy zostały oznaczone m.in.: Beczka, Czapka, Litewka, Lokiec (jednostka miary), Masurek (taniec), Schlachtitz/Szlachcic, Woiwode.
Przykłady artykułów hasłowych:
Barbier, m. ein Bartscherer, Bartputzer; barbieren, scheren, bartscheren
bien (spr. biäng = l. bene) wohl, gut, als Hauptw. Das Wohl, Gut …..
Pronomen, n., pl. Pronomina, l. (v. pro, für, und nomen, Namen, Nennwort) Sprachl. Stellvertreter und begleitende Bestimmwörter der Haupt- od. Nennwörter, welche die Gegenstände nach gewissen Redeverhältnissen bezeichnen, Fürwörter, Personenwörter, Deutewörter …
Obok odpowiedników rodzimych (zniemczeń) znajdują się więc również skromne informacje gramatyczne, etymologiczne i fonetyczne.